# Interior Chinatown
Interior Chinatown är en amerikansk dramaserie som hade premiär den 19 november 2024 på strömningstjänsten Disney+. Serien vars första säsong består av 10 avsnitt är baserad på Charles Yu roman med samma namn.

## Handling
Serien kretsar kring en amerikansk-asiatisk skådespelare som kämpar mot stereostypa roller och föreställningar. Både i jobbet som skådespelare och i privatlivet.

## Rollista (i urval)
- Jimmy O. Yang – Willis Wu
- Chloe Bennet – Lana Lee
- Sullivan Jones – Miles Turner
- Lisa Gilroy – Sarah Green
- Ronny Chieng – Fatty Choi
- Tzi Ma – Joe Wu
- Archie Kao – Wong
- Chau Long – Carl